# Tominanga sanguicauda
Tominanga sanguicauda är en fiskart som beskrevs av Kottelat, 1990. Tominanga sanguicauda ingår i släktet Tominanga och familjen Telmatherinidae. IUCN kategoriserar arten globalt som sårbar. Inga underarter finns listade i Catalogue of Life.